# Члан (математика)
У математици, члан или елемент скупа је било који апстрактан математички објекат који сачињава тај скуп.

## Симболи
Израз
{\displaystyle A=\left\{1,2,3,4\right\}}
значи да су чланови скупа А бројеви 1, 2, 3 и 4.
Релација "је члан скупа", односно релација припадности скупу, означава се знаком ∈. Тако запис
{\displaystyle x\in A}
то значи да је "x члан скупа А", односно "x је члан скупа А", или "x припада скупу А".
Негација припадности скупу означава се знаком ∉. Запис
{\displaystyle x\notin A}
значи "x није члан скупа А".